# Eritea (mitología)
Eritea, en la mitología griega, era una hija de Gerión, que sirvió también para denominar a una de las islas Gadeiras. Según Pausanias, de su unión con Hermes nació Nórax, rey de Tartessos al que se atribuye también la fundación de la ciudad de Nora en Cerdeña.